# Kepler-76 b
Kepler-76 b (KIC 4570949 b, Планета Эйнштейна) — газовый гигант, обращающийся вокруг звезды Kepler-76 спектрального класса F, находящейся в созвездии Лебедя.
Экзопланета была открыта группой израильских и датских учёных с применением алгоритма BEER, основанного на специальной теории относительности Эйнштейна (СТО) и на основе данных полученных телескопом «Кеплер».
Информация об открытии была опубликована 25 апреля 2013 года.

## История открытия
Команда учёных из университета Тель-Авива и Гарвард-Смитсоновского центра астрофизики использовали уже имеющийся опыт поиска экзопланет для разработки нового метода.
Впервые технология была предложена Ави Лоэбом (англ. Avi Loeb) и Скоттом Гауди (англ. Scott Gaudi) в 2003 году. Она основывается на принципах специальной теории относительности Эйнштейна согласно которым действуют силы притяжения, производимые планетой в процессе обращения вокруг звезды. В таком случае можно наблюдать три возможных эффекта.
Алгоритм предложенный учёными основан на трёх проявлениях взаимодействия планеты и её звезды:
- Под воздействием гравитации звезда смещается в сторону наблюдателя, из-за чего происходит нагромождение фотонов и она начинает испускать больше света в направлении движения;
- Звезда начинает светиться ярче, когда планета, что обращается вокруг неё, заставляет её отклоняться в сторону. Из-за этого звезда приобретает эллипсоидальную форму — некоторые участки небесного тела становятся более выпуклыми, и потому звезда светится несколько ярче;
- Планета отражает свет своей звезды, что тоже незначительно увеличивает её светимость.

Новая методика обнаружения планет получил название BEER (англ. relativistic BEaming, Ellipsoidal, and Reflection/emission modulations), что можно перевести как алгоритм «обнаружения релятивистских эффектов свечения, эллипсоидной трансформации и модуляций отражения и излучения».
Космический телескоп Kepler, обладающий достаточной чувствительностью, чтобы зафиксировать падение яркости в момент прохождения планеты на фоне звезды, как выяснилось, может быть использован и для поиска экзопланет другим способом. Изменения яркости, вызванные этими эффектами, чрезвычайно малы и составляют порядки сотых долей процента, но возможностей телескопа Kepler хватило, чтобы обнаружить на их основании нового кандидата в экзопланеты — объект Kepler-76 b (другое название — «Планета Эйнштейна»).
Планету обнаружили профессор Тель-Авивского университета Цеви Мазех (англ. Tsevi Mazeh) и его студент Симчон Фэйглер (англ. Simchon Faigler). После этого открытие подтвердил Дэвид Латам (англ. David Latham) из Гарварда, перепроверив открытие с помощью уже известного метода радиальных скоростей. Эта техника подразумевает измерение радиальной скорости звезды с помощью спектрометра. Для этого учёный использовал спектрограф TRES Обсерватория имени Уиппла в штате Аризона.
Позднее ещё один учёный из тель-авивского университета — Лев Тал-Ор (англ. Lev Tal-Or) после анализа данных спектрографа SOPHIE также подтвердил открытие.
Преимуществом метода является то, что данная методика не требует спектрограммы высокой точности, как в случае с методом радиальных скоростей или с транзитным методом обнаружения экзопланет.
Недостатком же метода является то, что с помощью данного метода на данный момент невозможно обнаружить планеты земного типа.

## Характеристики
Kepler-76 b обращается с периодом около 1,5 земных суток вокруг звезды в созвездии Лебедя на расстоянии около 2000 световых лет от Земли.
Экзопланета в два раза превосходит Юпитер по массе, и на 25 % — по диаметру. Она постоянно повёрнута к своей звезде одной стороной, как Луна к Земле. Температура на освещённой стороне приближается к 2000 °С.
Высотные струйные течения в атмосфере планеты, переносящие тепло, чрезвычайно сильны, в результате чего её наиболее горячая точка находится не строго напротив звезды, а смещена на 16 тысяч км. Ранее такой эффект астрономам довелось наблюдать лишь однажды.